# ABN AMRO World Tennis Tournament 2006
ABN AMRO World Tennis Tournament 2006 — тенісний турнір, що проходив на кортах з твердим покриттям у місті Роттердам, Нідерланди з 20 лютого . Належав до категорії ATP International Series Gold, був турніром серії Rotterdam Open 2006 року.

## Фінальна частина

### Одиночний розряд
Радек Штепанек —  Крістоф Рохус 6–0, 6–3

### Парний розряд
Пол Генлі /  Кевін Ульєтт —  Джонатан Ерліх /  Енді Рам 7–6(7–4), 7–6(7–2)